# Cratère de Vista Alegre

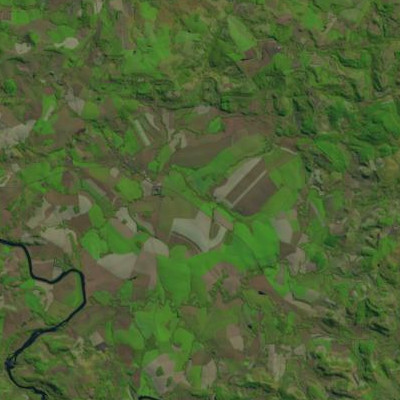
Cratère de Vista Alegre (photo satellite Landsat 2017)

Le Cratère de Vista Alegre est un cratère d'impact situé dans l'état du Paraná au Brésil.
Il est quasi circulaire et relativement plat. Son diamètre est de 9,5 km et son âge est estimé à 65 millions d'années.